# Backes & Strauss
Backes & Strauss es una empresa inglesa que diseña y produce joyas y relojes de alta gama. Fundada en 1789 en Hanau, Alemania, es la empresa dedicada a la talla de diamantes más antigua del mundo.
La oficina de la empresa en Londres se estableció en 1814 y el sello distintivo de la empresa se registró en Goldsmiths' Hall en Londres en 1878. En noviembre de 2006, la firma estableció una asociación estratégica con el relojero suizo Franck Muller Group, lanzando sus colecciones insignia de relojes Regent, Berkeley y Piccadilly.

## Historia

### Fundación de Backes and Co.: 1789-1855
Fundada en 1789 por los empresarios inmigrantes alemanes Georg Carl Backes y (un poco más adelante) Max Strauss, la firma es la empresa dedicada a la confección de joyas con diamantes más antigua del mundo.
A principios del siglo XIX, Georg Carl Backes era un exitoso orfebre en la ciudad de Hanau, Alemania. Durante esa época, su empresa (originalmente llamada Backes & Co.) había tenido tanto éxito que envió a su hijo de 24 años, Johann Franz, a Londres para abrir una nueva oficina. Tras la muerte de Georg Carl en 1819, su hijo continuó comerciando y produciendo brillantes y joyas. Se exhibieron algunos ejemplos en la Gran Exposición de Londres en 1851 y dos páginas de su catálogo oficial estaban dedicadas a ilustraciones de las joyas de J.F. Backes. En el Museo Británico se puede encontrar una pulsera de estilo asirio registrada por J.F. Backes & Sons en 1872.

### Max Strauss y la expansión global: 1856-2005
Para entonces, a Johann se le habían unido sus hijos, Charles y William, y en 1856 la empresa contrató a un chico de oficina llamado Max Strauss, que quince años después llegó a dirigir la firma J.F. Backes & Co. En 1873, la empresa empezó a operar como "Backes & Strauss". Las actividades de fabricación en Gran Bretaña comenzaron en 1877. El sello de la compañía se registró en el Goldsmiths' Hall de Londres en 1878. Charles Backes murió en 1890 y dos años después la empresa decidió concentrarse en los diamantes. Operando como "comerciantes de diamantes y gemas", los viajes se intensificaron entre 1904 y 1910, especialmente a las exposiciones.
En 1953, Gerald Stroud fundó una oficina en Amberes bajo la dirección de Robert Lee y Gustave Ponet.

### Asociación relojera: 2006-presente
En noviembre de 2006, Backes & Strauss estableció una asociación estratégica con el fabricante de relojes suizo Franck Muller, y posteriormente lanzó su colección de relojes por primera vez en la Presentación Mundial de Alta Relojería (WPHH) de 2007.
Hoy, Backes & Strauss es más conocida por fabricar relojes de alta gama con diamantes y joyas incrustadas en conjunto con la marca suiza de relojes de lujo Franck Muller. Las principales operaciones de la empresa se llevan a cabo desde Mayfair, Londres y Ginebra en Suiza.

### Talla de diamantes
Todos los diamantes de Backes & Strauss son de color D, E o F e internamente impecables, con solo alguna inclusión extremadamente leve.
Cada reloj de Backes & Strauss tiene al menos un diamante engastado en la corona. Esta es la firma de Backes & Strauss, conocida como la "joya en la corona" y se asemeja al pabellón o base de un diamante.

### Proceso de fabricación
Todos los relojes Backes & Strauss se fabrican íntegramente en los talleres Franck Muller Watchland de Ginebra, donde todos los componentes se producen internamente.